# Gersdorf (Zwickau)
Gersdorf je obec v zemském okrese Cvikov v německé spolkové zemi Sasko. Má přibližně 3 800 obyvatel. Ve srovnání se stavem v první polovině 20. století je počet lidí žijících v Gersdorfu zhruba poloviční.

## Geografie
Gersdorf se rozkládá v délce kolem 3 kilometrů v údolí potoka Hegebach na severním úpatí Krušných hor. Vesnická zástavba bezprostředně navazuje na okolní města a obce. Na severu to je město Oberlungwitz, na jihovýchodě Lugau, na jihu Oelsnitz a na západě Hohndorf.

## Historie
Gersdorf byl založen jako typická lesní lánová ves. Jako datum jejího založení byl v roce 1969 uveden rok 1169, avšak tento údaj byl zvolen pro účely oslav 800 let existence obce a není nijak doložený. První historická zmínka o obci v souvislosti s místním kostelem je až z roku 1320. Předpokládá se, že v tomto období vesnici založili franští osadníci a obci bylo dáno jméno podle jejího lokátora. Na přelomu 14. a 15. století se ves stala součástí Schönburského panství.

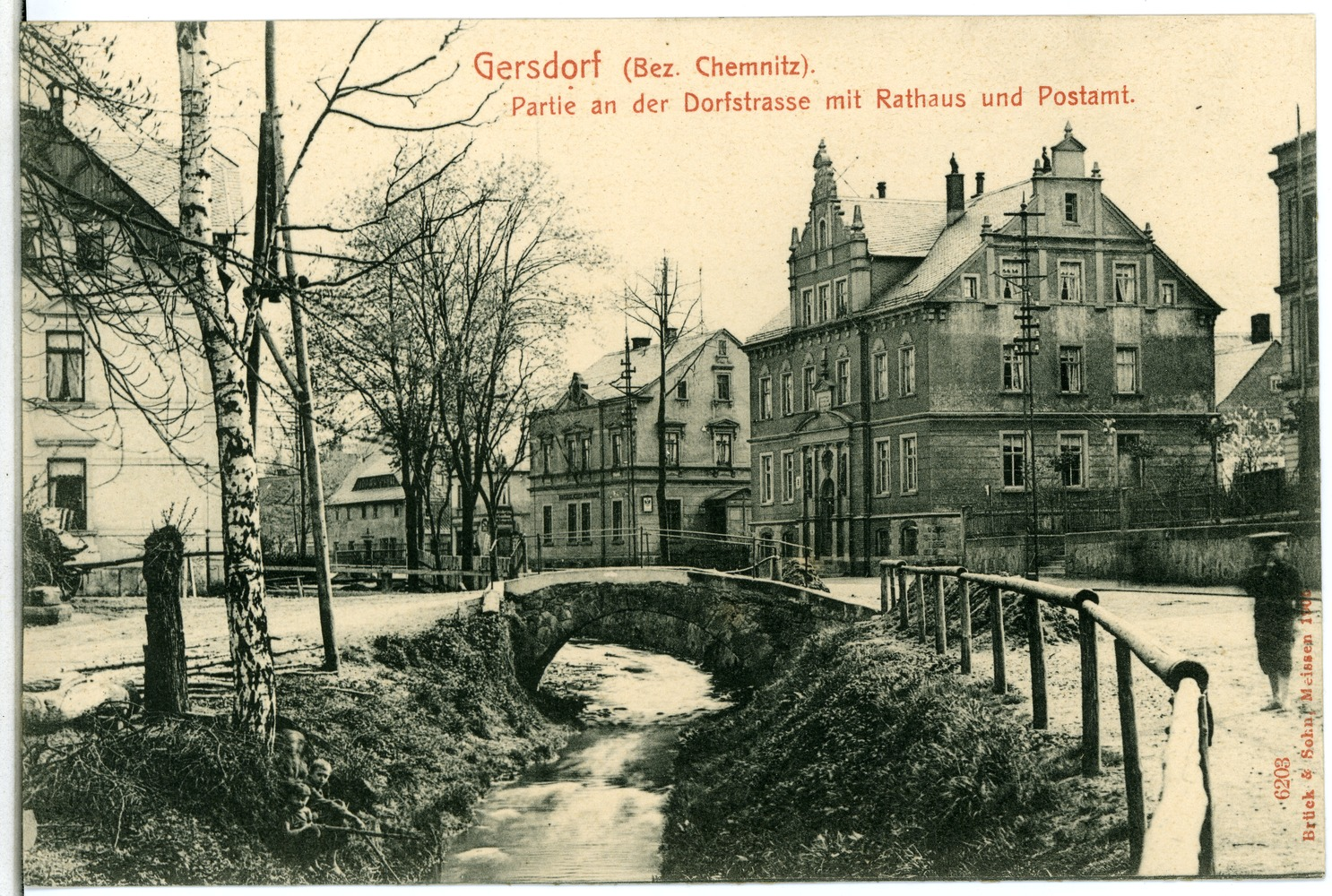
Radnice a pošta v Gersdorfu (pohlednice z roku 1905)

V 19. století nastal v regionu rozvoj průmyslu. Gersdorf byl součástí Lugau-Oelsnitzkého černouhelného revíru. Těžba uhlí na území obce skončila v roce 1944. Textilní průmysl existoval v Gersdorfu až do druhé poloviny 20. století. V letech 1913 – 1960 zde byla v provozu meziměstská tramvajová dráha Hohenstein-Ernstthal–Oelsnitz (Straßenbahn Hohenstein-Ernstthal–Oelsnitz), jejíž 11,35 km dlouhá trať vedla přes Gersdorf.
V polovině 19. století se původní počet obyvatel Gersdorfu (200 v roce 1493) zvýšil na desetinásobek. Na počátku 20. století žilo v obci již více než 7 000 lidí (7 132 v roce 1905). Maximální počet obyvatel byl v Gersdorfu registrován v roce 1945 – 9 907. Tento počet se postupně začal snižovat, přičemž pokles se výrazně urychlil po roce 1989.

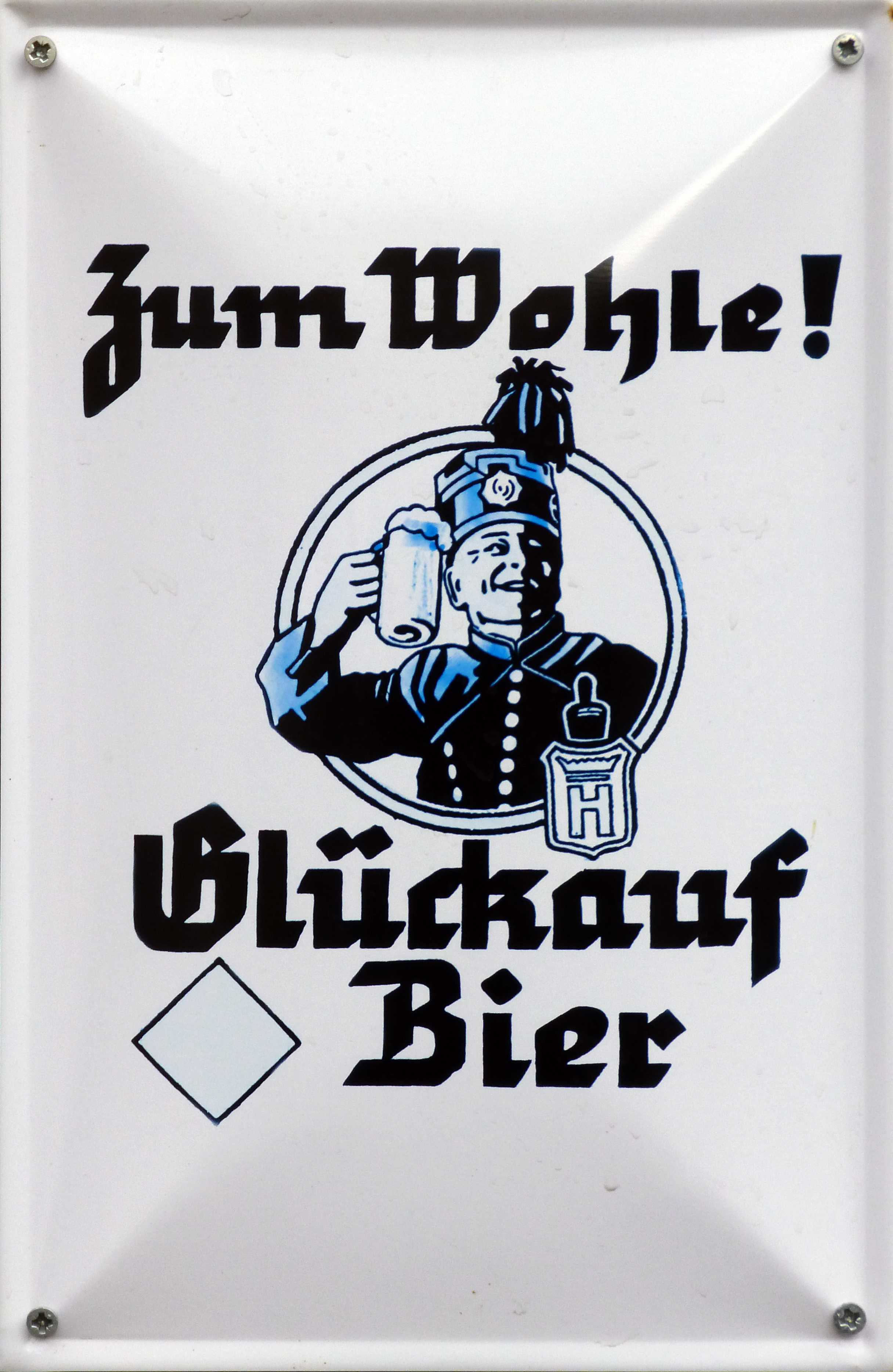
Reklamní tabule gersdofského pivovaru (1930)

## Památky a zajímavosti
- Heinz Tetzner Museum – Muzeum Heinze Tetznera (1920 – 2007), místního rodáka, malíře a grafika
- Marienkirche – Evangelický kostel Panny Marie, postavený v letech 1862 – 1865 architektem Carlem Augustem Schrammem
- Glückauf-Brauerei – Pivovar "Zdař Bůh", založený v roce 1880, v provozu
- Bergbaulehrpfad – Hornická naučná stezka